# 토요타 크레스타
토요타 크레스타(Toyota Cresta)는 일본의 자동차 메이커 토요타 자동차가 생산 및 판매한 고급 중형 승용차다. 형제 차종으로 체이서와 마크 Ⅱ가 있었다. 생산은 일본 아이치현 도요타시 모토마치 공장에서 진행했으며, 판매는 오로지 토요타 오토 스토어(나중에 비스타 스토어로 변경)에서만 진행했다. 다만 오키나와현에서는 비스타 딜러가 없어서 도요타 오키나와 딜러에서 판매했다.

## 1세대(X50/X60)

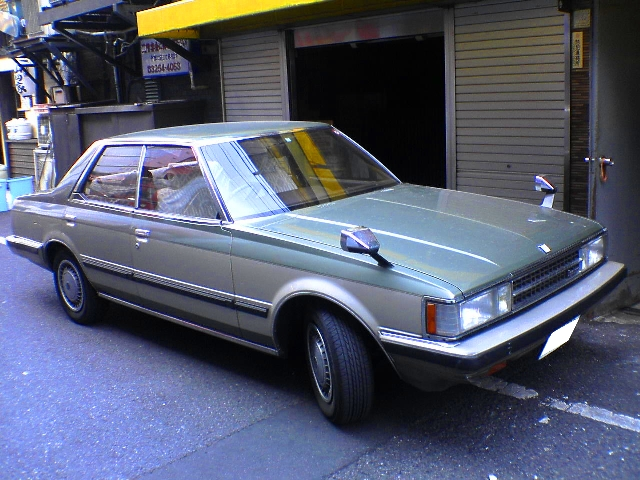
토요타 크레스타(1983년형 2000 슈퍼 루센트 사양) 정측면

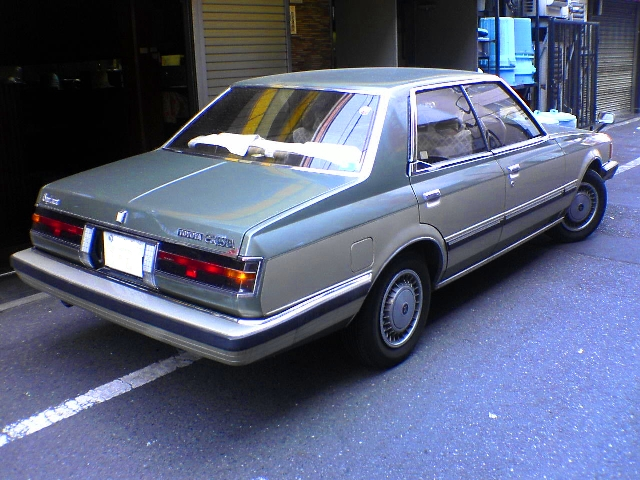
토요타 크레스타(1983년형 2000 슈퍼 루센트 사양) 후측면

경쟁 차종인 닛산 로렐을 대항할 목적으로 1980년 4월에 출시되었다. 출시 당시의 코드네임은 X50였다. 형제 차종인 체이서, 마크 Ⅱ와는 달리 고급스러운 이미지를 가졌으며, 오로지 4도어 하드탑 세단만 선보였다. 4개의 사각형 모양을 가진 전조등과 스퀘어 컷 형식의 후미등이 장착되었다. 트림의 경우 슈퍼 루센트, 슈퍼 투어링, 슈퍼 디럭스, 슈퍼 커스텀, 커스텀으로 구성되었다.
엔진의 경우 SOHC 2.0L M-EU 엔진과 2.0L 1G-EU 직렬 6기통이 각각 장착되었는데, 이 엔진들은 상급 모델인 크라운에도 사용되었다. 변속기는 4단 자동이 장착되었다.
1982년 8월에 마이너 체인지를 감행하여 코드네임이 X60으로 바뀌었고, 전조등 모양 2개로 변경되면서 안개등이 추가되었다.
1983년 8월에 당시 회장이었던 도요다 에이지가 국제 시장을 위한 세계적인 고급 세단 생산을 목표로 하는 F1 프로젝트를 진행하게 되는데, 이 결과로 출시된 차량은 렉서스 LS(1989년 출시)였다.

## 2세대(X70)

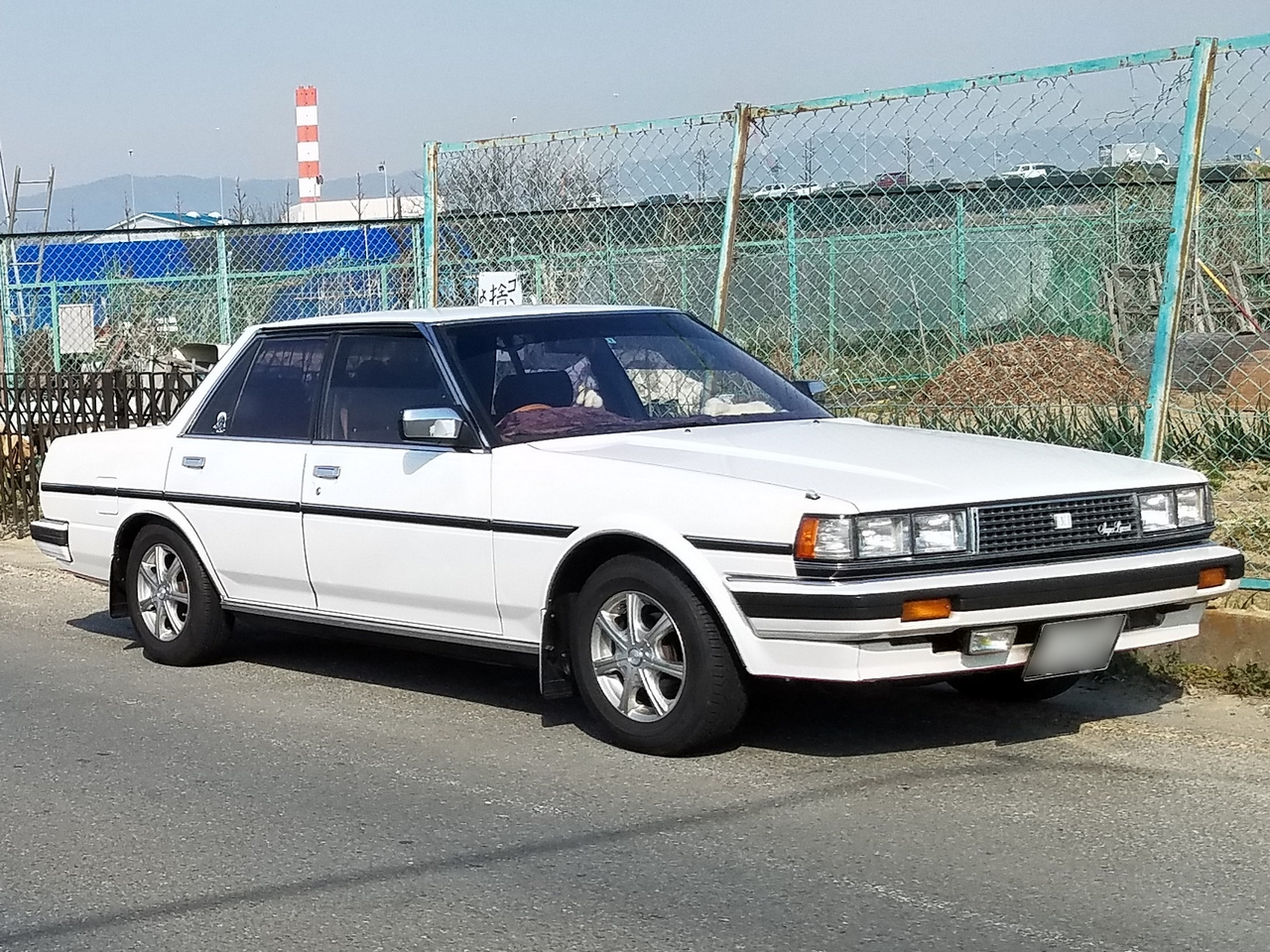
토요타 크레스타(1985년형 슈퍼 루센트 사양) 정측면

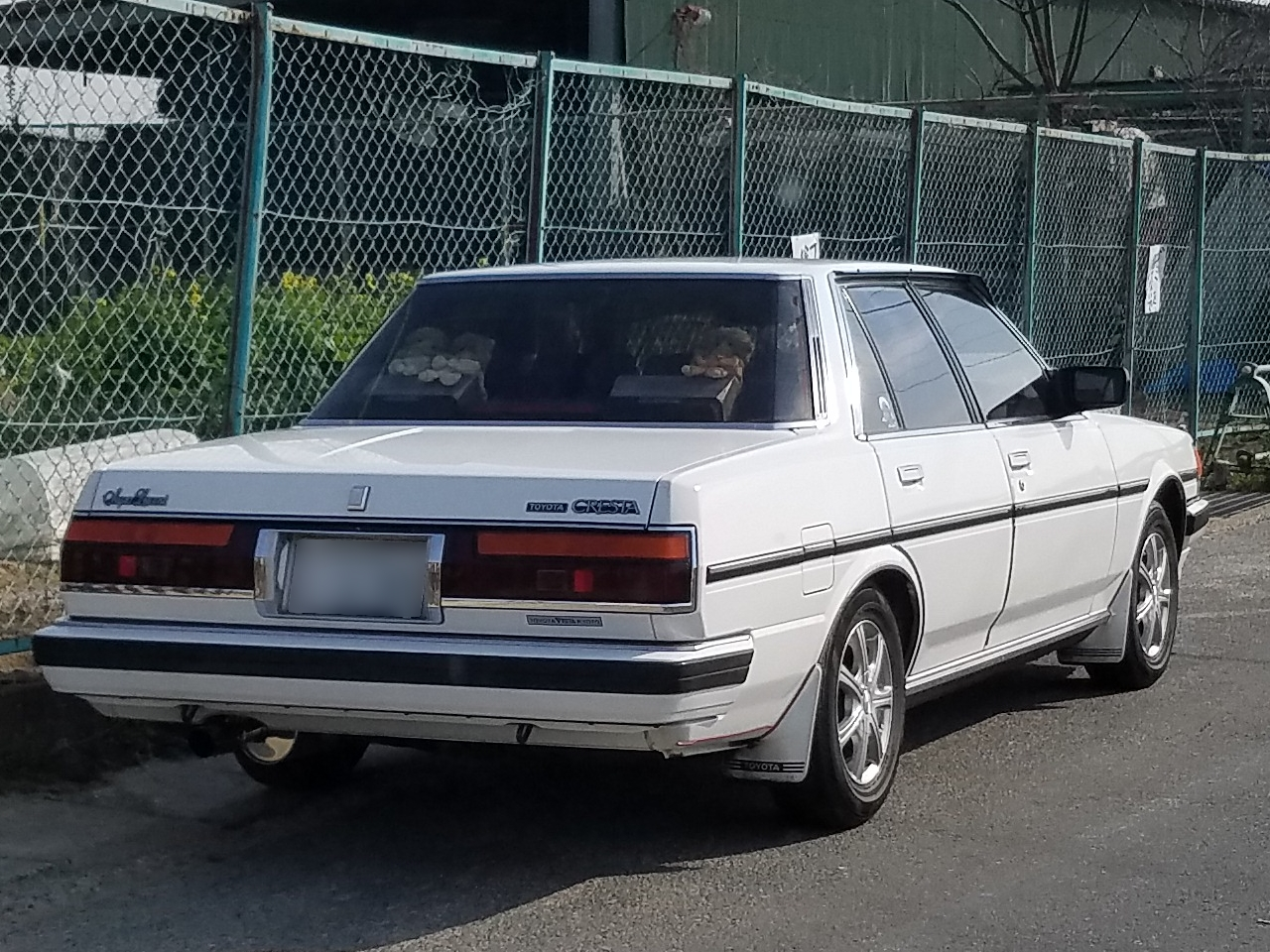
토요타 크레스타(1985년형 슈퍼 루센트 사양) 후측면

1984년 3월 8일에 출시되었다. 형제 차종인 X70계 마크 Ⅱ와 플랫폼을 공유했으며, 변속기는 4단 자동이 장착되었다.
엔진 라인업은 다음과 같다.
- 1988 cc 1G-EU I6
- 1988 cc M-TEU 터보 I6
- 1988 cc 1G-GEU DOHC 24V I6
- 1988 cc 1G-GTEU
- 2446 cc 2L 디젤 I4
- 2446 cc 2L-T TD I4

1세대에 있었던 2.2L 디젤 엔진은 2.4L로 대체되었다.
1985년 4월에는 특별 한정 사양인 엑시드가 선보였고, 10월에는 트윈 터보 1G-GTEU 엔진이 탑재된 GT트림이 출시되었다.
1986년 8월에는 부분 변경을 통해 앞범퍼에 안개등이 장착되었다.

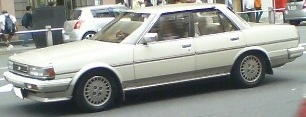
토요타 크레스타(1987년형 2000 슈퍼 루센트 트윈 캠 24 사양) 정측면

## 3세대(X80)

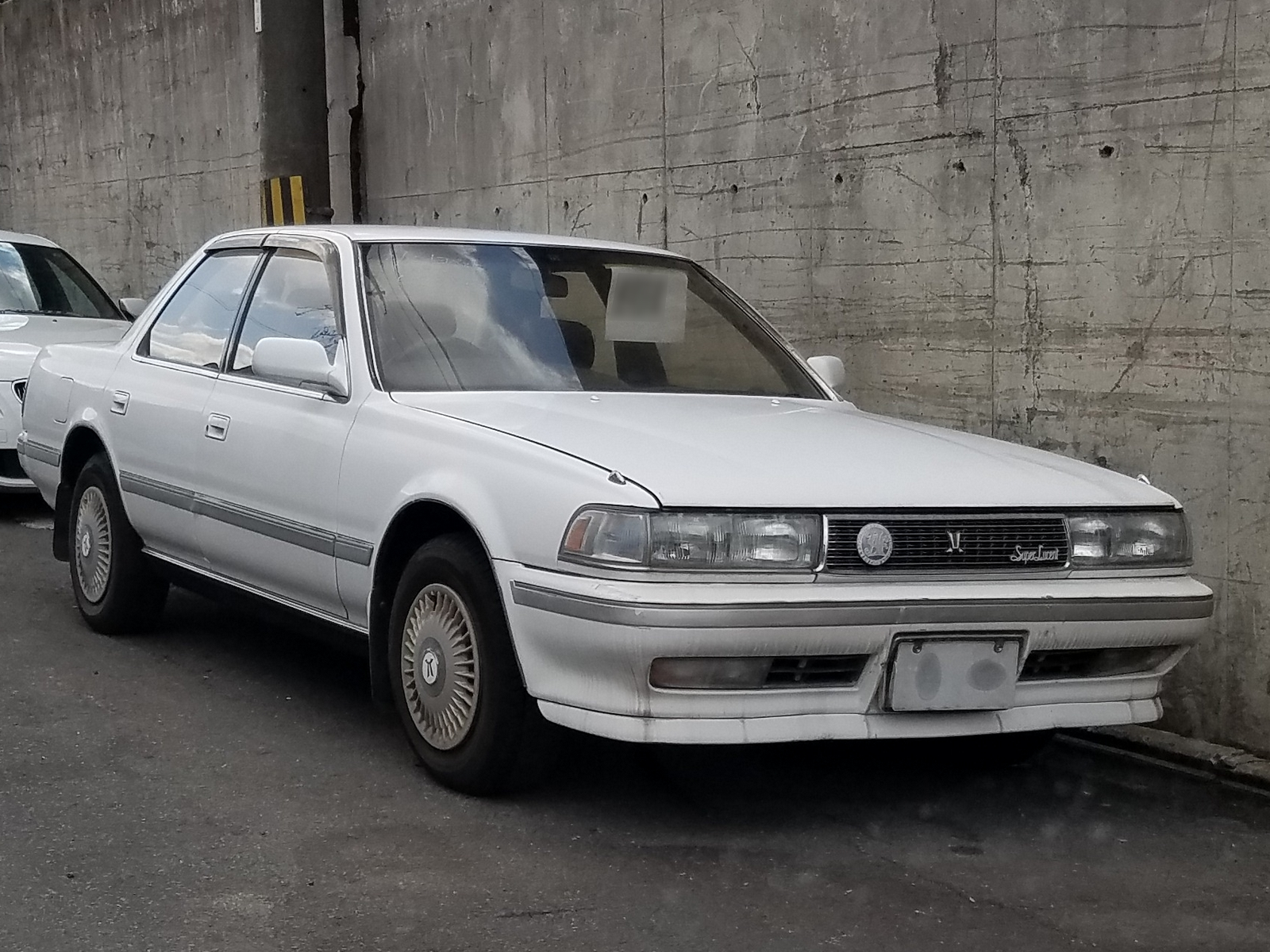
토요타 크레스타(1989년형 슈퍼 루센트 엑시드 사양) 정측면

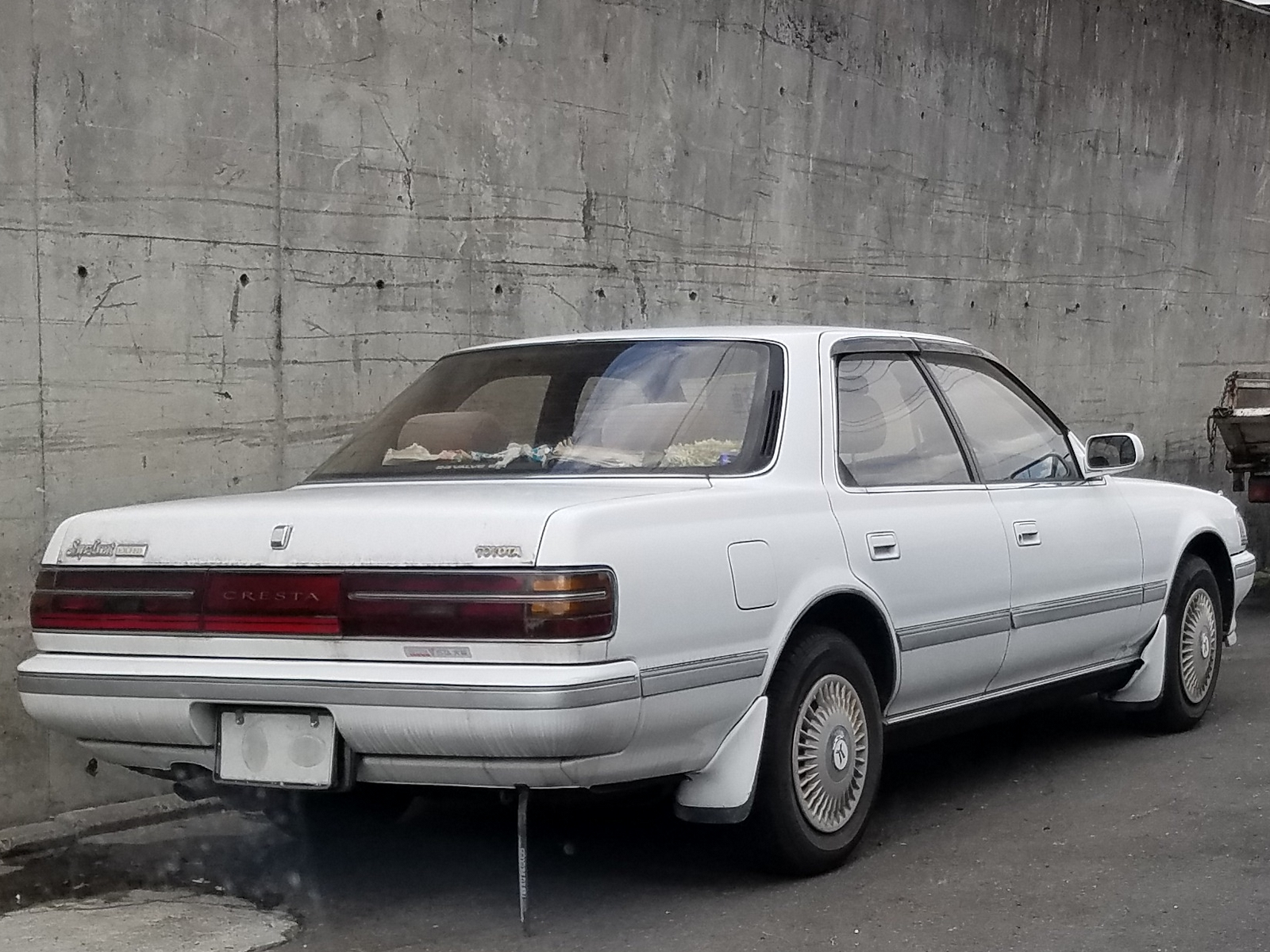
토요타 크레스타(1989년형 슈퍼 루센트 엑시드 사양) 후측면

1988년 8월에 출시되었으며, 하드톱 스타일이 일반적인 세단 형태로 바뀌었다. 엔진은 1G-GZE, 1G-FE, 1G-GTE, 7M-GE, 1JZ-GE, 1JZ-GTE, 2L-T 디젤이 각각 장착되었다. 그 중에서 출시 당시에 최고급 트림이었던 수퍼 루센트 G는 1G-GZE 엔진이 장착되었고, 1JZ-GE, 1JZ-GTE 엔진은 형제 차종인 체이서와 플랫폼을 공유했다.
1989년 1월에 슈퍼 루센트의 하위 사양인 슈퍼 커스텀 엑스트라가 추가되었고, 8월에는 3.0L 7M-GE형 엔진을 탑재한 3.0 슈퍼 루센트 G가 추가되었다. 기존의 4륜 ESC (ABS) 외에 TRC도 기본으로 장착됨과 동시에 새로운 색상도 조금 추가되었다. 10월에는 슈퍼 루센트 엑시드가 선보였다.
1990년 4월에는 크레스타 출시 10주년을 기념하기 위해 특별 한정 사양인 10주년 기념 익시드가 선보였다. 이 사양은 3.0 슈퍼 루센트 G 트림에 알루미늄 휠, 펄 화이트 바디 컬러 등이 추가된 것 정도 밖에 없다. 7월에는 10주년 기념 슈퍼 커스텀 엑스트라가 선보였고, 8월에 마이너 체인지를 감행하였다.

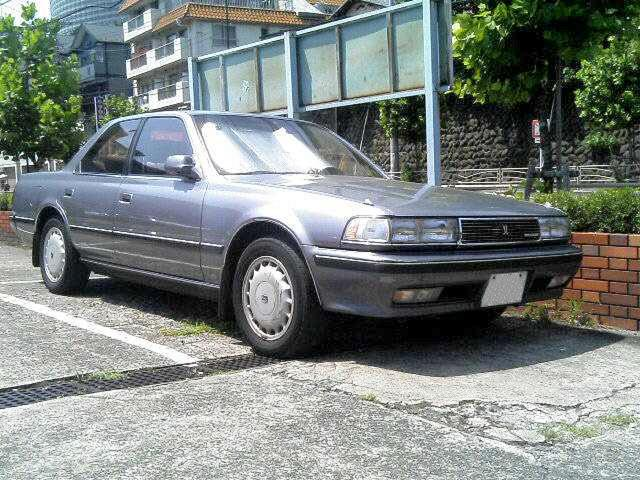
토요타 크레스타(1989년형 슈퍼 루센트 트윈캠 24 사양) 정측면
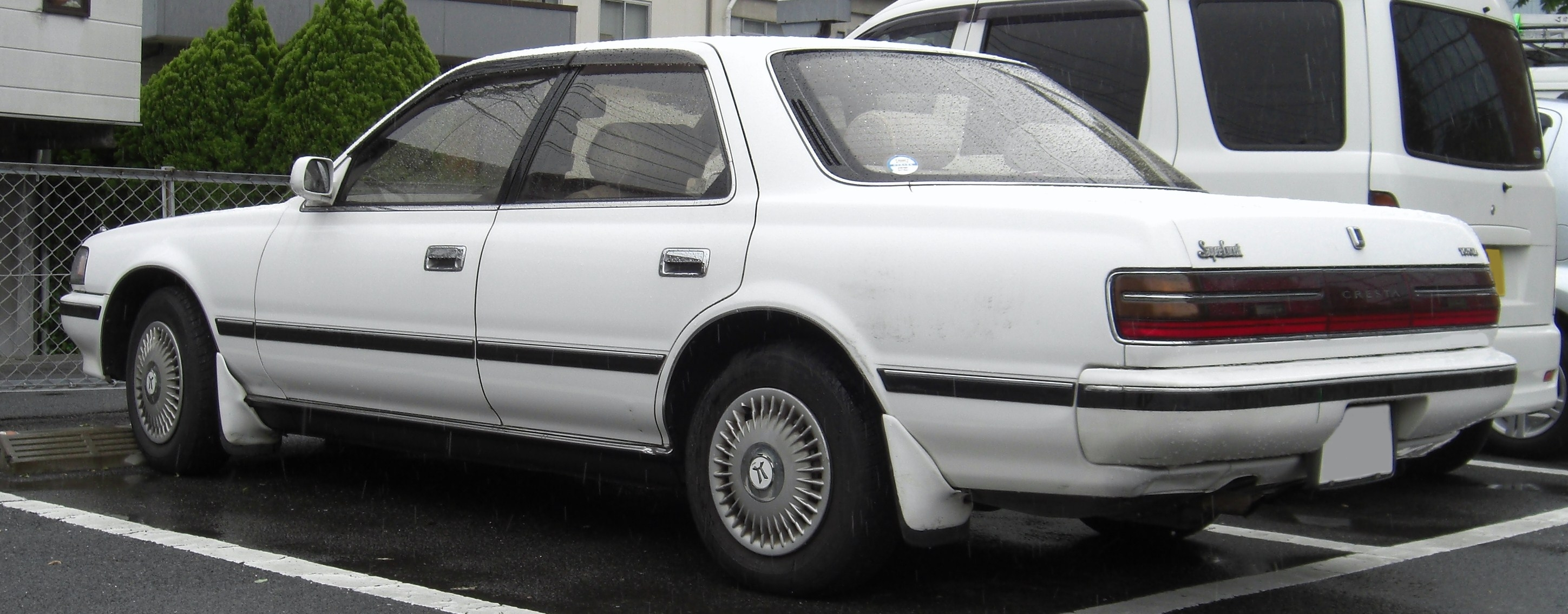
토요타 크레스타(1989년형 슈퍼 루센트 사양) 후측면
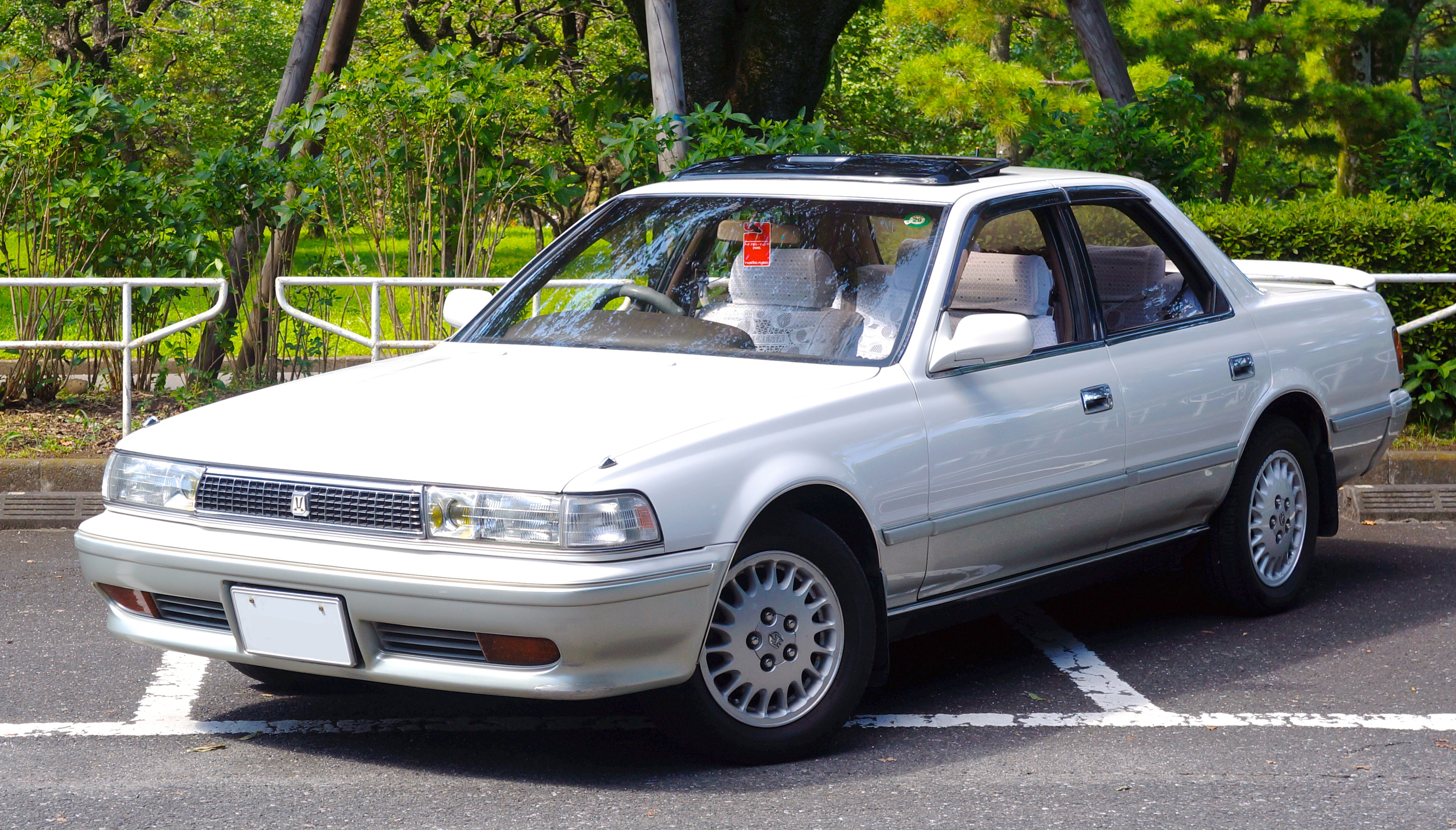
토요타 크레스타(1990년형 2.5 슈퍼 루센트 사양) 정측면
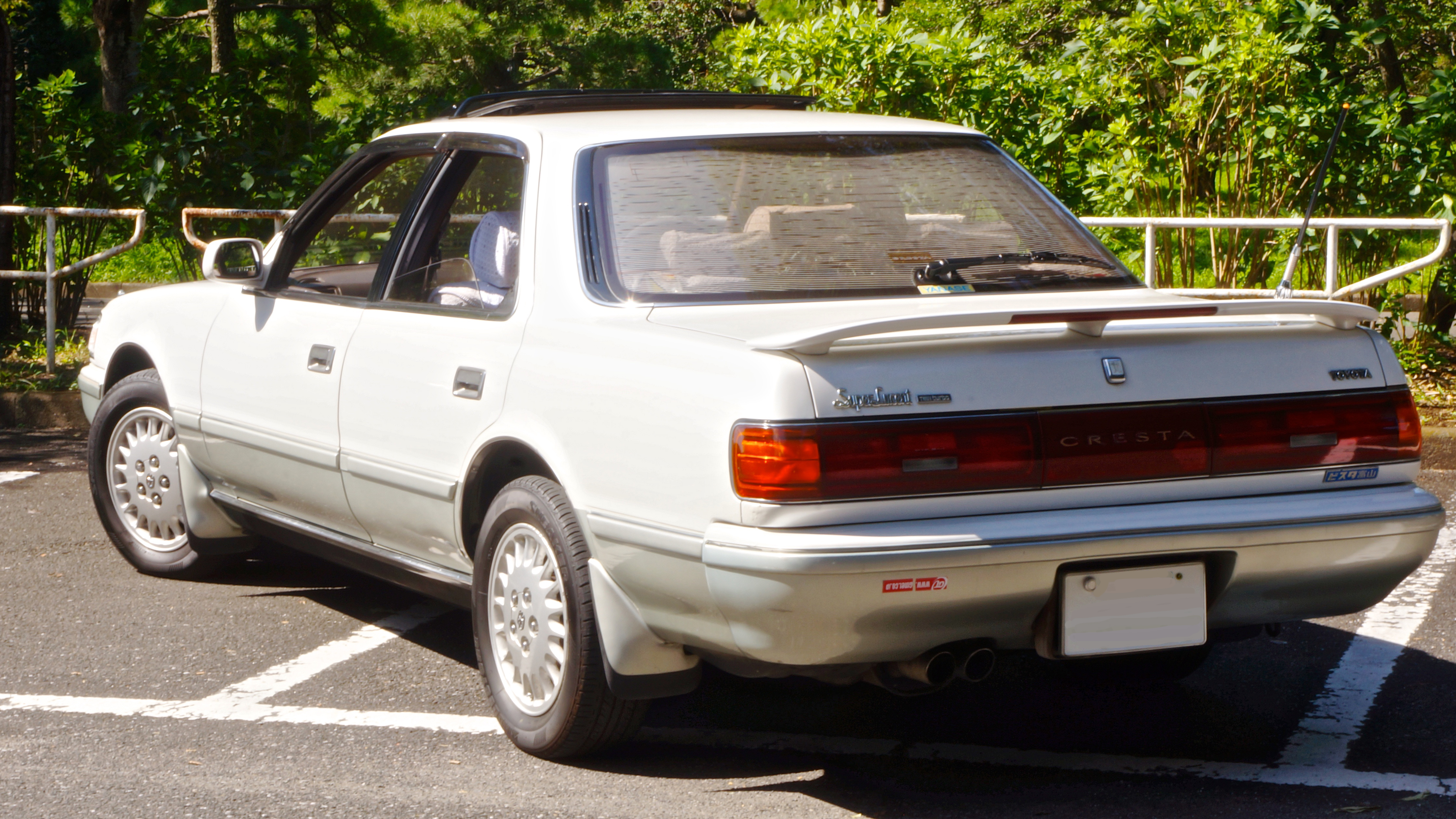
토요타 크레스타(1990년형 2.5 슈퍼 루센트 사양) 후측면
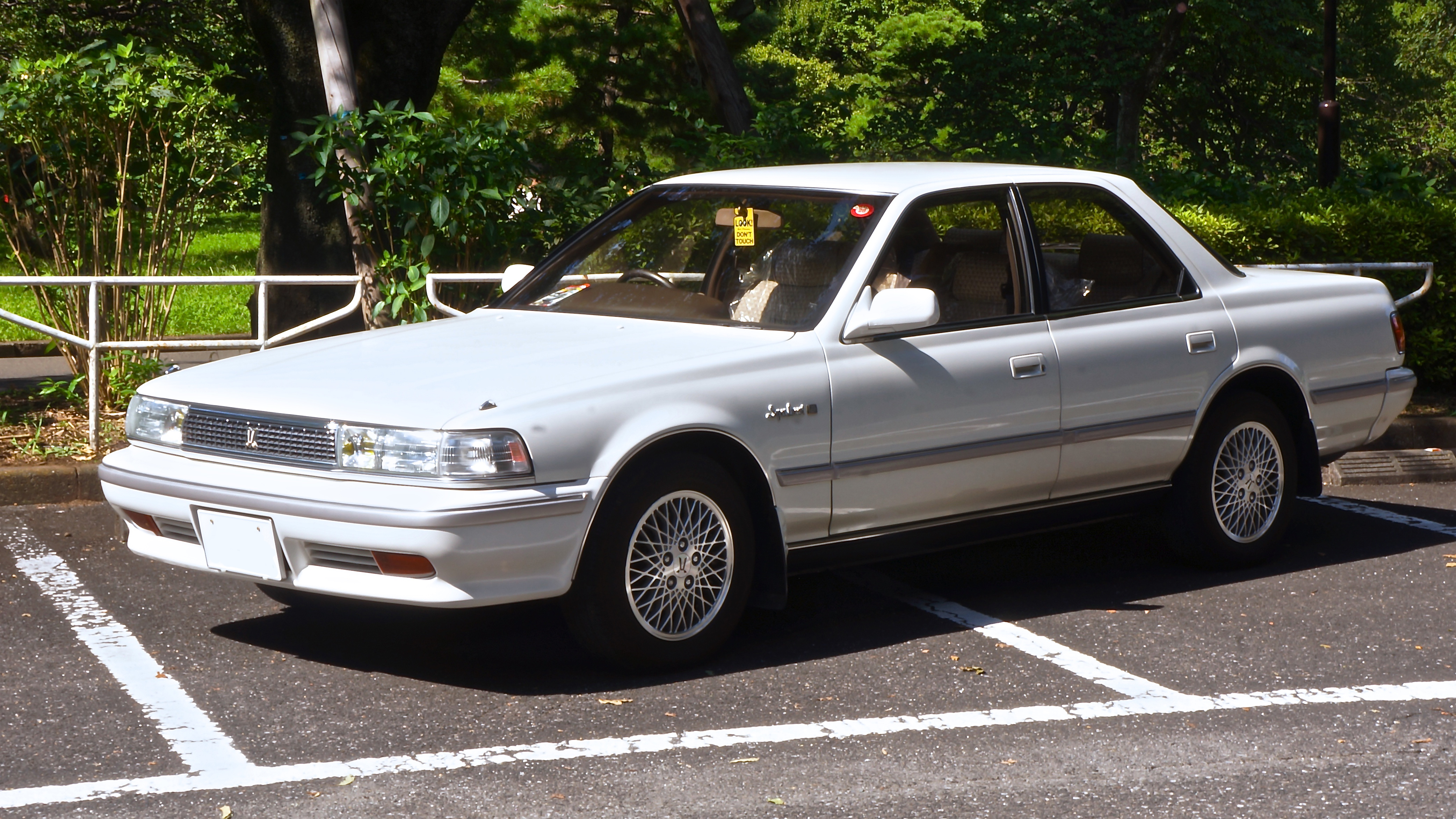
토요타 크레스타(1991년형 2.5 슈퍼 루센트 G 사양) 정측면
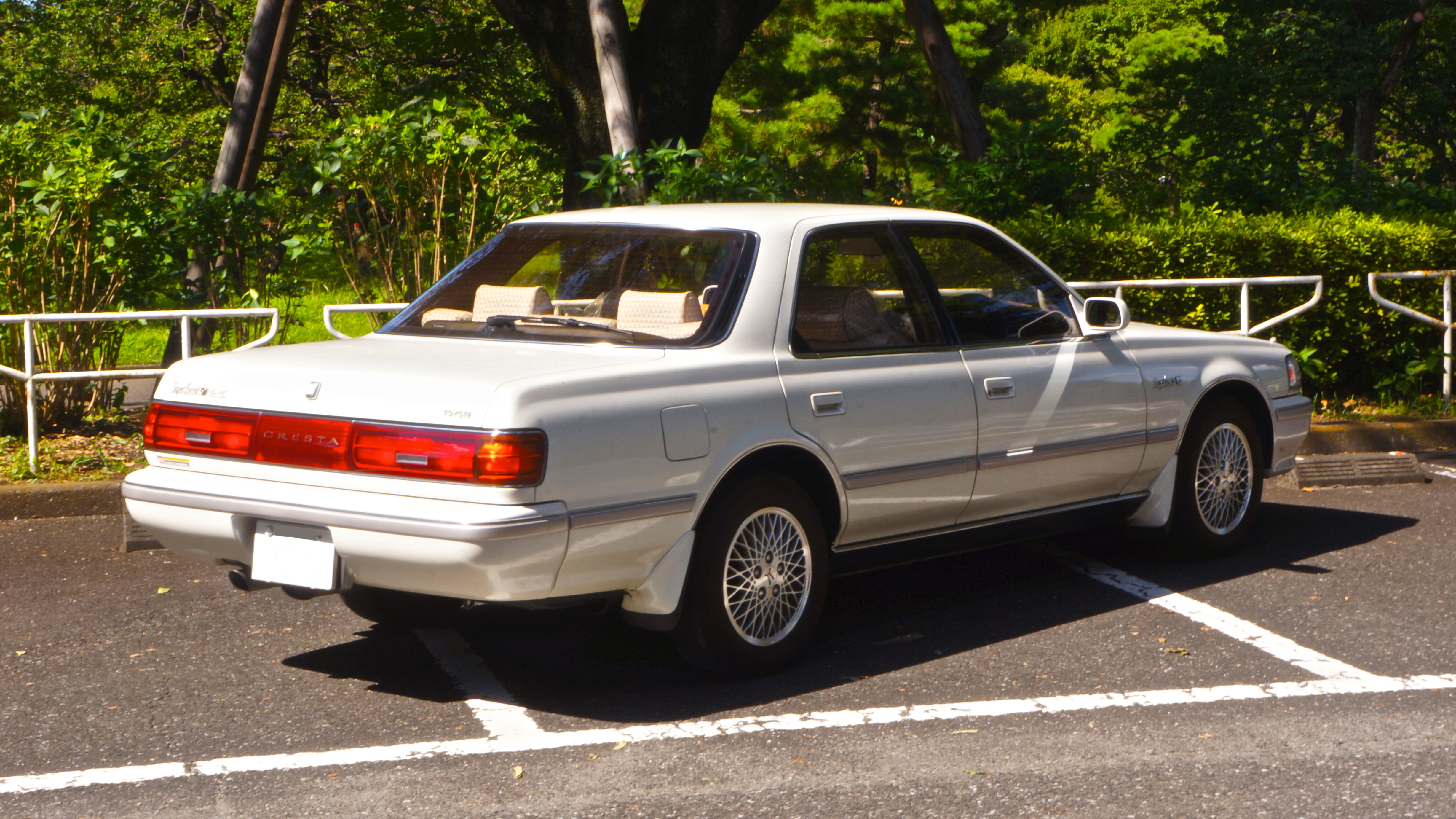
토요타 크레스타(1991년형 2.5 슈퍼 루센트 G 사양) 정측면

## 4세대(X90)

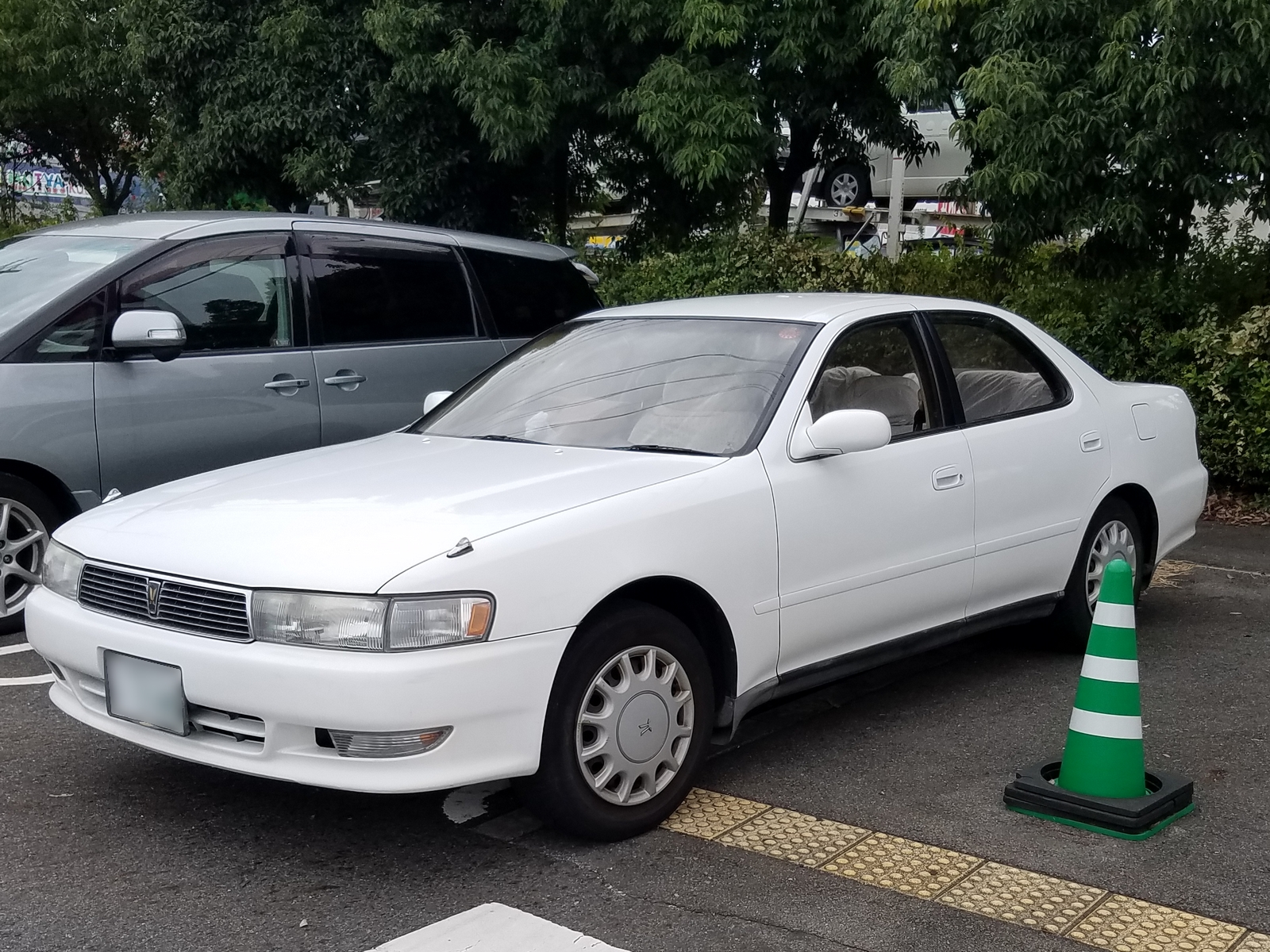
토요타 크레스타(1995년형 2.5 슈퍼 루센트 G 사양) 정측면

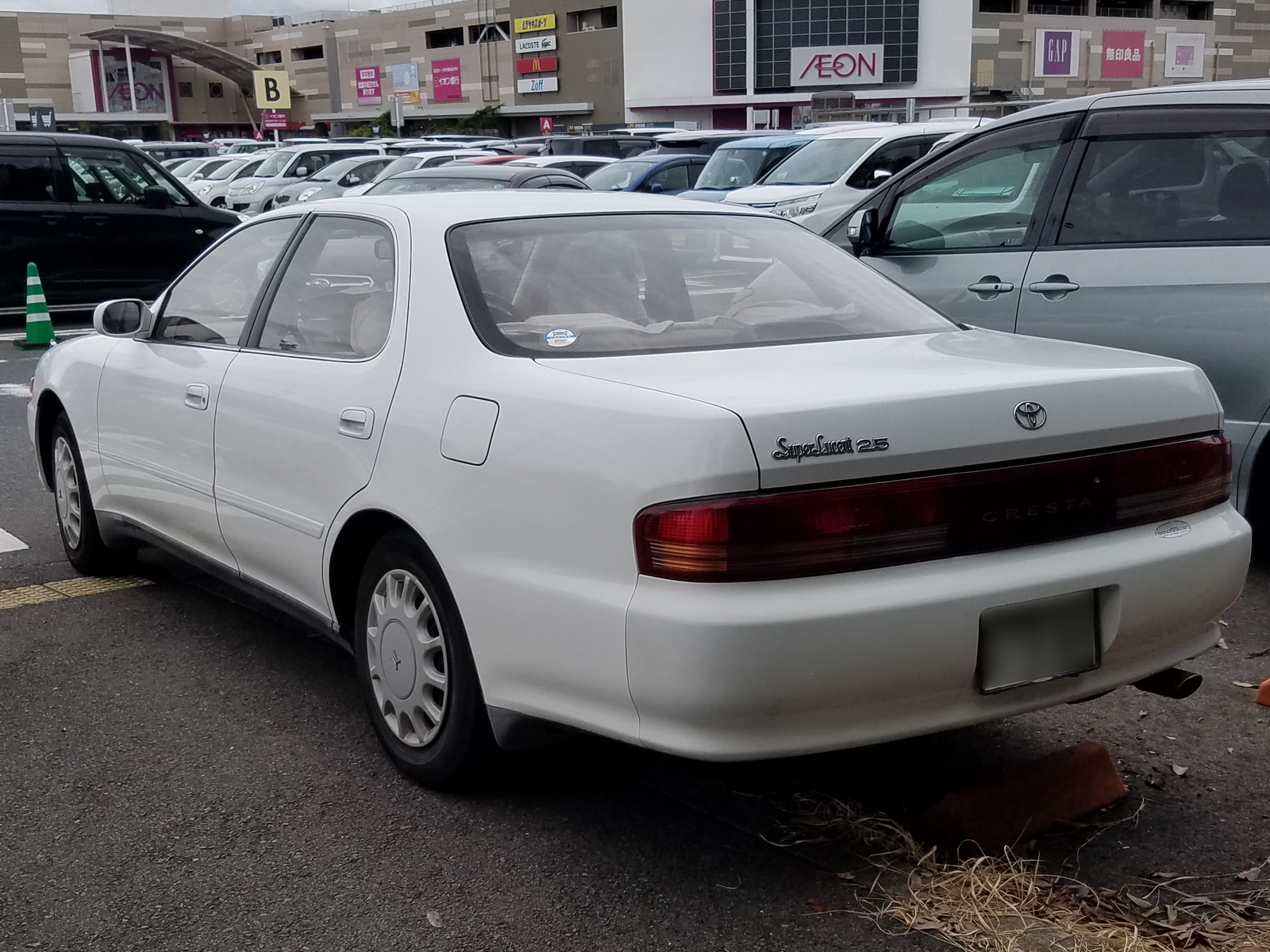
토요타 크레스타(1995년형 2.5 슈퍼 루센트 G 사양) 후측면

1992년 10월에 출시되었다. 형제 차종인 마크 II, 체이서와 함께 일부 트림이 추가되고, 차체 크기도 증가됐다.
엔진 라인업은 다음과 같다.
- 1.8L 4S-FE I4
- 2.4L 2L-TE 터보 디젤 I4
- 2.0L 1G-FE I6
- 2.5L 1JZ-GE I6
- 3.0L 2JZ-GE I6
- 2.5L 1JZ-GTE 트윈 터보 I6

온도 조절 장치, 사이드 임팩트 바 등이 기본적으로 적용됐다. 수퍼 루센트의 경우의 편의사양은 ABS, 15 인치 휠, 크루즈 컨트롤 등이 적용되었고, 투어러의 경우에는 2.5L 1JZ-GE 엔진이 장착되었다. 변속기는 4단 자동과 5단 수동이 각각 장착되었다. 트림 명칭의 일부가 바뀌었는데, 슈퍼 커스텀 엑스트라는 슈필, 슈퍼 커스텀은 SC로 개명되었다.
1993년 10월에 역대 크레스타 최초로 4륜구동이 선보였는데, 트림명은 각각 슈퍼 루센트 Four, 슈퍼 루센트 G Four였다. 1994년 9월에는 마이너 체인지를 통해 프론트 그릴 및 범퍼와 테일 램프의 형태가 변화되었다. 1995년 9월에 모든 사양에 운전석 에어백이 기본적으로 장착되었다.
역대 크레스타 중에서 튜너나 마니아들이 가장 인기가 많은 차종이기도 했다.

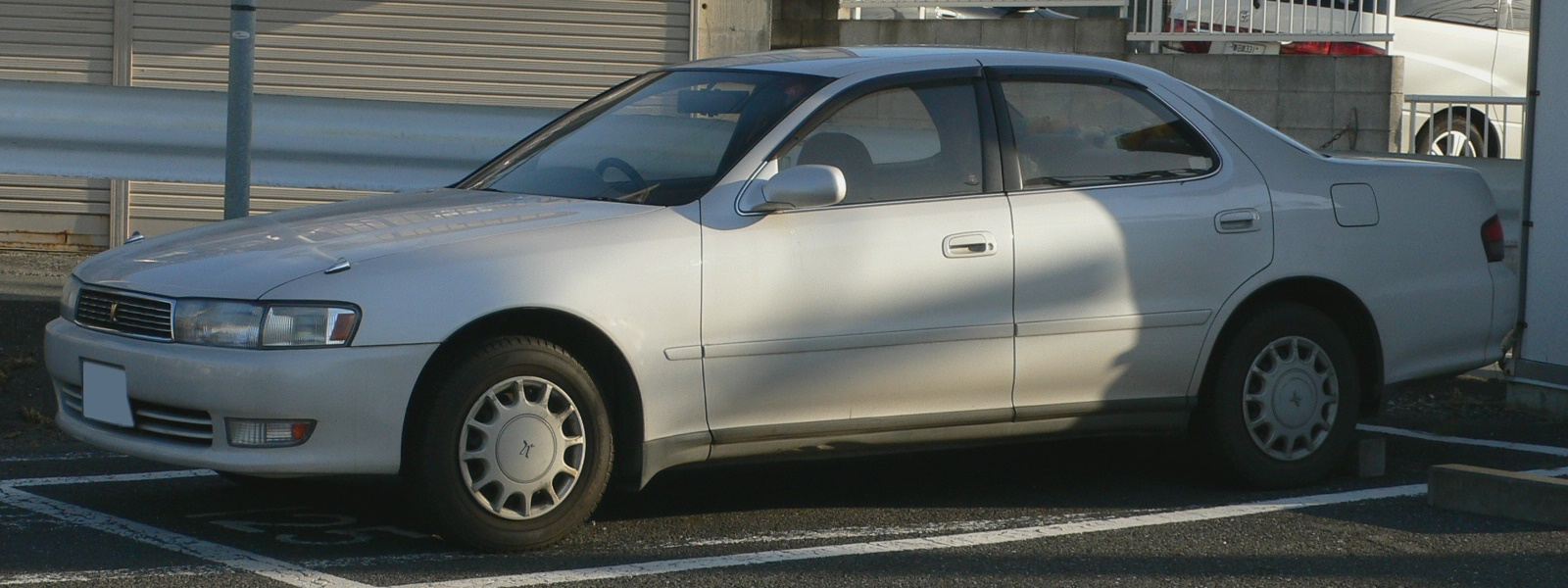
토요타 크레스타(1993년형) 정측면

## 5세대(X100)

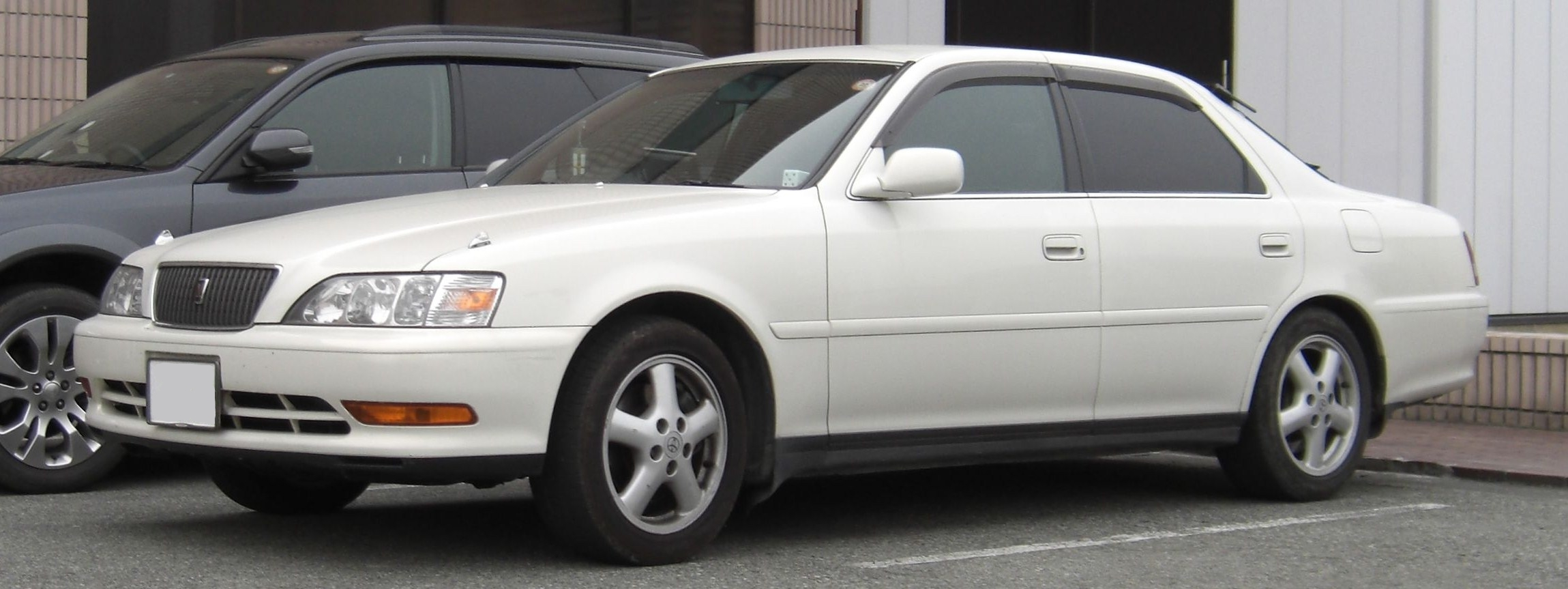
토요타 크레스타(1997년형 2.5 롤랜 G 사양) 정측면

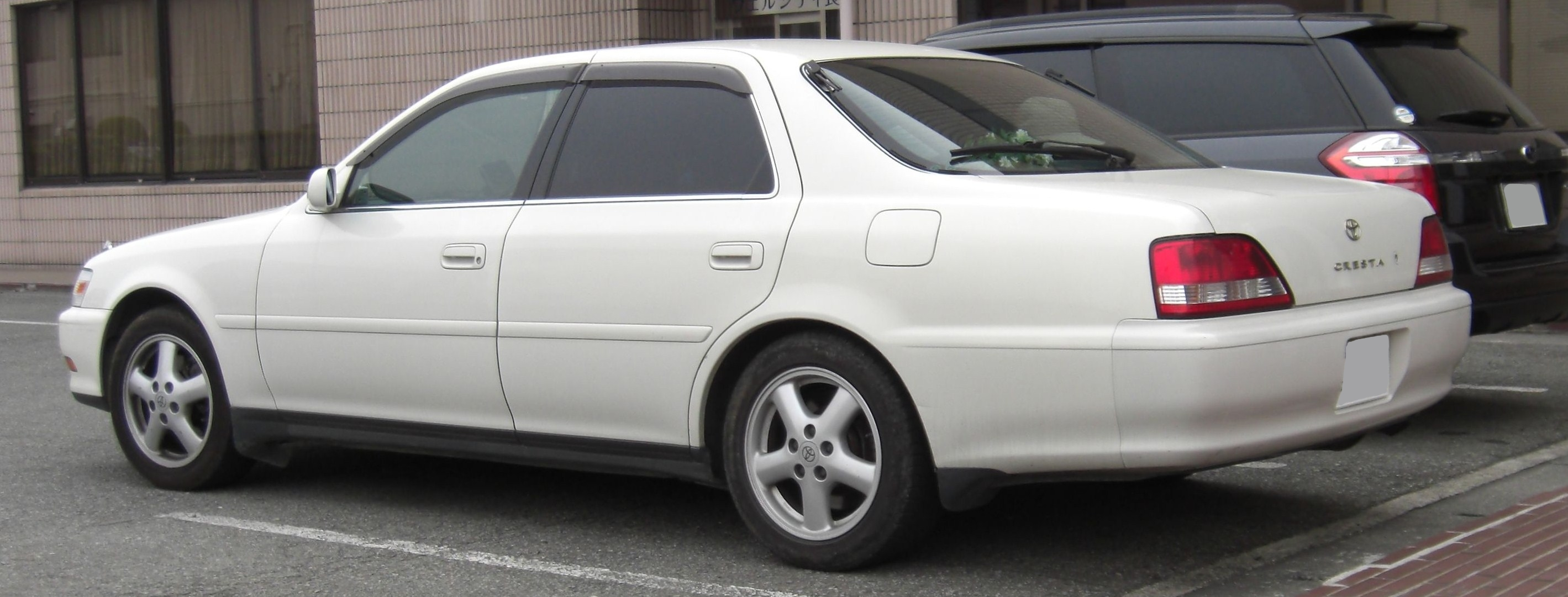
토요타 크레스타(1997년형 2.5 롤랜 G 사양) 후측면

1996년 9월에 출시되었다. 역대 크레스타 중 차체 크기가 가장 컸다.
엔진 라인업은 다음과 같다.
- 3.0 L 2JZ-GE I6
- 2.5 L 1JZ-GE I6
- 2.5 L 1JZ-GTE 터보차지 I6
- 2.0 L 1G-FE I6
- 2.4 L 2L-TE 터보차지 디젤 I4

1998년 9월에 부분 변경을 감행하였고, 2001년 7월에 후속 차종인 베로사가 출시되어 체이서와 함께 단종되었다.

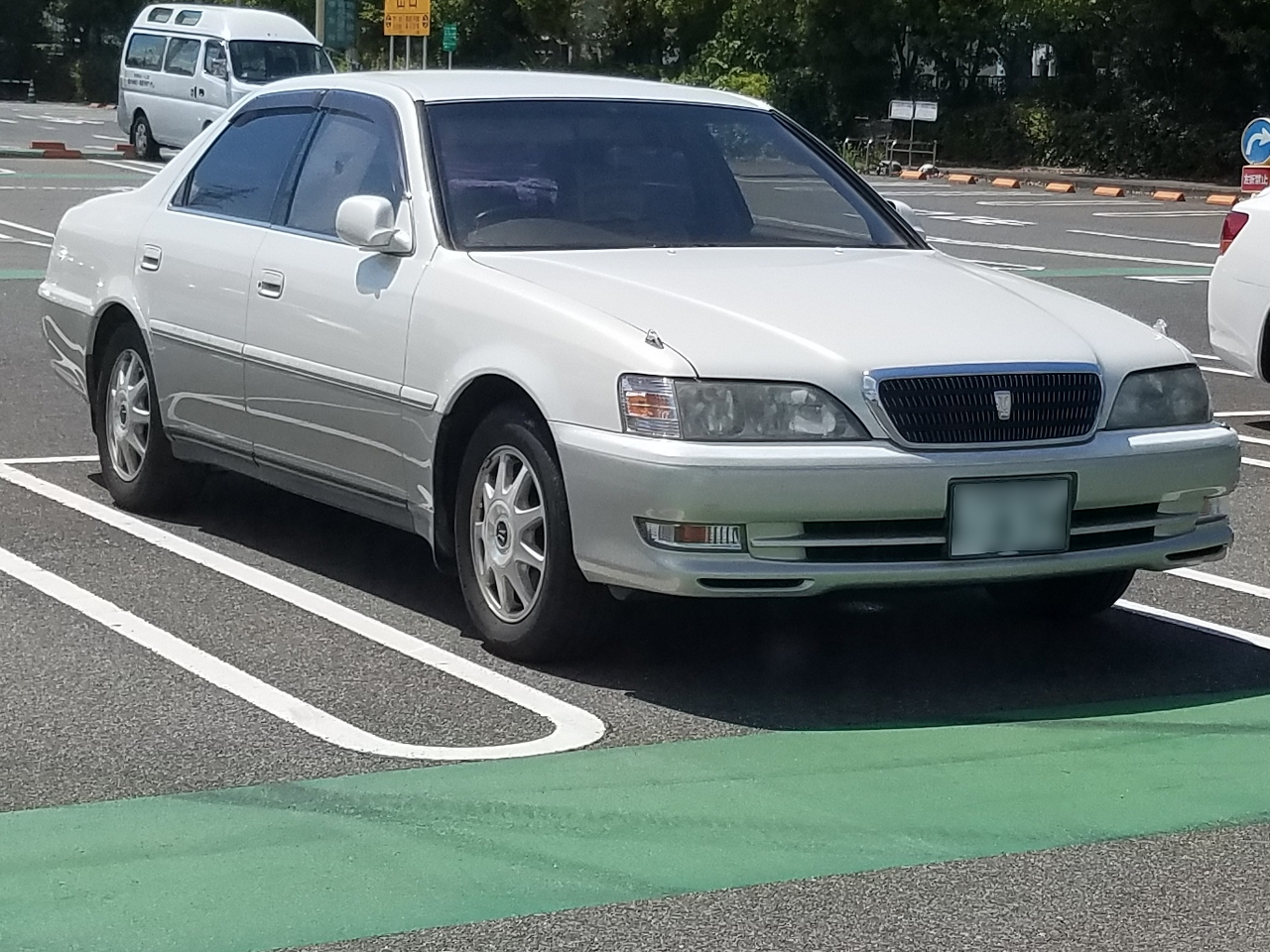
토요타 크레스타(1999년형 엑시드 G) 정측면